# Bec de dalla becbrú
El bec de dalla becbrú (Campylorhamphus pusillus) és una espècie d'ocell de la família dels furnàrids (Furnariidae) que habita la selva humida de les muntanyes de Costa Rica, Panamà, Colòmbia, oest de Veneçuela, Guyana, oest de l'Equador i nord del Perú.